# Nicola Nanni
Nicola Nanni (Città di San Marino, 2 maggio 2000) è un calciatore sammarinese, attaccante dell'Arzignano Valchiampo e della nazionale sammarinese.

## Caratteristiche tecniche
È un centravanti.

## Carriera

### Club

#### Gli inizi: San Marino e Cesena
Inizia a giocare a calcio nelle giovanili del San Marino. All'età di 16 anni viene tesserato dal Cesena, che lo aggrega al proprio settore giovanile. Nella stagione 2017-2018 partecipa con la formazione Primavera dei bianconeri al Campionato Primavera 2, nel quale totalizza 5 reti in 18 presenze. A fine stagione rimane svincolato dopo l'esclusione del Cesena dai campionati professionistici, dovuta a gravi inadempienze economiche.

#### Crotone
Il 3 agosto 2018 firma un contratto quinquennale con il Crotone, militante in Serie B. Esordisce con i pitagorici il 5 agosto contro la Giana Erminio nel secondo turno di Coppa Italia (gara vinta 4-0), subentrando al 78' al posto di Simy. Nel corso della stagione viene convocato con regolarità in prima squadra, senza tuttavia trovare altre presenze, e partecipa altresì con la formazione Primavera al Campionato Primavera 2, in cui realizza una rete in 10 presenze. A fine stagione riceve il Golden Boy, premio assegnato ogni anno al miglior calciatore sammarinese under 23 dalla Federazione Sammarinese Giuoco Calcio. All'inizio della stagione successiva, il 18 agosto 2019, colleziona la sua seconda presenza con il Crotone, giocando da titolare la partita casalinga contro la Sampdoria (1-3), per il terzo turno di Coppa Italia.

#### Monopoli
Non trovando spazio in squadra, il 28 agosto 2019 passa in prestito al Monopoli, in Serie C. Esordisce con i biancoverdi il 31 agosto, subentrando al 58' nella partita Paganese-Monopoli (2-0), valida per la terza giornata di campionato. Il 6 ottobre gioca la sua prima partita da titolare con i pugliesi, all'ottava giornata di campionato (Sicula Leonzio-Monopoli 1-2). Termina la stagione regolare – conclusa a marzo a causa dell'emergenza epidemiologica da COVID-19, con il Monopoli terzo in classifica – con 7 presenze.

#### Ritorno al Cesena
Il 23 settembre 2020 viene annunciato il suo ritorno in prestito al Cesena, in Serie C. Esordisce con i bianconeri il 27 settembre, subentrando al 57' nella partita Virtus Verona-Cesena (1-1), valida per la prima giornata di campionato. Gioca per la prima volta da titolare con la maglia del Cesena il 18 ottobre, nella vittoria esterna contro il Gubbio (1-2) nella quinta giornata. Conclude il campionato, chiuso dai romagnoli al 7º posto e con la successiva eliminazione al secondo turno dei play-off, con 23 presenze.

#### Lucchese
Il 14 agosto 2021 si trasferisce in prestito per una stagione alla Lucchese, in Serie C. Fa il suo esordio con i toscani il 21 agosto, giocando da titolare la partita Legnago-Lucchese (3-0 a tavolino dopo lo 0-3 sul campo), valida per il primo turno di Coppa Italia Serie C; nell'occasione realizza, al 70º minuto, la sua prima rete tra i professionisti, quella del momentaneo 0-2. Il 29 agosto seguente esordisce in campionato con i rossoneri, giocando da titolare nella vittoriosa trasferta contro l'Imolese (0-1) nella prima giornata. Segna la sua prima rete in campionato il 19 settembre, realizzando il gol del definitivo 2-1 nella vittoria casalinga contro l'Olbia nella 4ª giornata. Con 2 reti in 31 presenze, contribuisce all'8º posto dei suoi in campionato e alla qualificazione ai play-off, che vedono i rossoneri eliminati al primo turno. Conclude la stagione con 33 presenze e 3 reti in tutte le competizioni.

#### Olbia
Il 15 luglio 2022 firma un biennale con l'Olbia, in Serie C. Esordisce con i sardi il 9 ottobre, subentrando al 65' nella partita Olbia-Fiorenzuola (1-2), valida per la 7ª giornata di campionato; nella stessa partita realizza, all'87º minuto, la sua prima rete con la nuova maglia. Gioca per la prima volta da titolare con la maglia dell'Olbia il 16 ottobre, nella sconfitta esterna contro la Virtus Entella per 2-1 nell'8ª giornata. Conclude il suo primo campionato con i bianchi con 21 presenze e 4 reti, contribuendo al 14º posto finale. 
Nella stagione successiva esordisce, da titolare, il 3 settembre 2023, nella partita casalinga vinta per 2-1 contro il Cesena, valida per la prima giornata di campionato, nella quale realizza al 28º minuto la rete che apre le marcature. Conclude il suo secondo campionato con l'Olbia con 33 presenze e 4 reti, che non impediscono la retrocessione dei sardi in Serie D. Nelle due stagioni trascorse all'Olbia totalizza 55 presenze e 8 reti.

#### Torres
Il 6 settembre 2024 si trasferisce a parametro zero alla Torres, in Serie C. Fa il suo esordio con i rossoblù il 18 settembre, subentrando al 75º minuto nella partita casalinga contro il Milan Futuro (0-0), recupero della terza giornata di campionato. Il 21 settembre gioca per la prima volta da titolare nella partita pareggiata 1-1 contro il Pineto, valida per la quinta giornata. Segna la sua prima rete con i sardi il 24 settembre, alla sesta giornata, sbloccando il risultato al 30º minuto di Sestri Levante-Torres (1-2). Il 13 aprile, alla 36ª giornata, decide la sfida esterna contro l'Ascoli, segnando al 95° minuto il gol della vittoria (1-2). Nella successiva partita di campionato, giocata il 23 aprile, realizza la sua prima doppietta tra i professionisti, nella vittoria interna contro il Carpi per 4 a 2. Conclude la stagione, che vede i sardi arrivare terzi in campionato e eliminati al primo turno dei play-off nazionali, con 28 presenze e quattro gol in tutte le competizioni.

#### Arzignano Valchiampo
Il 25 luglio 2025 si trasferisce a titolo definitivo all'Arzignano Valchiampo, sempre in Serie C, firmando un contratto triennale. Esordisce con i giallocelesti il 16 agosto, nella vittoria casalinga contro la Triestina (2-1) nel primo turno di Coppa Italia Serie C; nella stessa occasione realizza, al 35° minuto, la prima rete con i veneti, quella del momentaneo 1 a 1.

### Nazionale

#### Nazionali giovanili
Ha rappresentato le nazionali sammarinesi under 17 e under 19 nelle qualificazioni ai campionati europei di categoria.
Il 5 settembre 2018 esordisce con la nazionale under 21, giocando da titolare la partita casalinga contro la Repubblica Ceca (0-2), valida per le qualificazioni al campionato europeo di categoria del 2019. Con la nazionale under 21 totalizza due presenze.

#### Nazionale maggiore
Esordisce in nazionale maggiore il 15 novembre 2018, all'età di 18 anni e 6 mesi, giocando da titolare una partita di UEFA Nations League al San Marino Stadium di Serravalle contro la Moldavia, vinta 1-0 dagli ospiti.
Mette a segno la sua prima rete in nazionale il 5 settembre 2021, siglando il gol del momentaneo 1-4 al 48º minuto di San Marino-Polonia (1-7), gara valida per le qualificazioni ai Mondiali 2022, giocata al San Marino Stadium.
Il 26 marzo 2023 indossa per la prima volta la fascia di capitano, in occasione della gara persa 2-0 contro la Slovenia, valida per le qualificazioni agli Europei 2024.
Il 15 novembre 2024 realizza la sua seconda rete in nazionale, trasformando al 92' un calcio di rigore da lui stesso procurato che fissa il risultato (1-1) nella partita San Marino-Gibilterra di Nations League; con questo gol diviene il quarto giocatore, dopo Andy Selva, Manuel Marani e Filippo Berardi, a segnare più di una rete con la nazionale sammarinese.
Il 18 novembre successivo mette a segno la sua terza rete in nazionale, siglando il gol del momentaneo 1-2 al 66º minuto di Liechtenstein-San Marino (1-3) di Nations League, di nuovo su calcio di rigore da lui procurato; con questo gol si laurea capocannoniere della Lega D di Nations League con 2 reti, e contestualmente diventa il secondo miglior marcatore della nazionale, insieme a Filippo Berardi e alle spalle di Andy Selva. Grazie a questa vittoria San Marino vince il proprio gruppo nella Lega D di Nations League e ottiene per la prima volta la promozione in Lega C.

## Statistiche

### Presenze e reti nei club
Statistiche aggiornate al 16 agosto 2025.
| Stagione        | Squadra              | Campionato      | Campionato | Campionato | Coppe nazionali | Coppe nazionali | Coppe nazionali | Coppe continentali | Coppe continentali | Coppe continentali | Altre coppe | Altre coppe | Altre coppe | Totale | Totale | Totale |
| Stagione        | Squadra              | Comp            | Pres       | Reti       | Comp            | Pres            | Reti            | Comp               | Pres               | Reti               | Comp        | Pres        | Reti        | Pres   | Reti   |        |
| --------------- | -------------------- | --------------- | ---------- | ---------- | --------------- | --------------- | --------------- | ------------------ | ------------------ | ------------------ | ----------- | ----------- | ----------- | ------ | ------ | ------ |
| 2018-2019       | Crotone              | B               | 0          | 0          | CI              | 1               | 0               | -                  | -                  | -                  | -           | -           | -           | 1      | 0      |        |
| ago. 2019       | Crotone              | B               | 0          | 0          | CI              | 1               | 0               | -                  | -                  | -                  | -           | -           | -           | 1      | 0      |        |
| Totale Crotone  | Totale Crotone       | Totale Crotone  | 0          | 0          |                 | 2               | 0               |                    | -                  | -                  |             | -           | -           | 2      | 0      |        |
| 2019-2020       | Monopoli             | C               | 7          | 0          | CI+CI-C         | 0+1             | 0               | -                  | -                  | -                  | -           | -           | -           | 8      | 0      |        |
| 2020-2021       | Cesena               | C               | 23         | 0          | -               | -               | -               | -                  | -                  | -                  | -           | -           | -           | 23     | 0      |        |
| 2021-2022       | Lucchese             | C               | 31+1       | 2          | CI-C            | 1               | 1               | -                  | -                  | -                  | -           | -           | -           | 33     | 3      |        |
| 2022-2023       | Olbia                | C               | 21         | 4          | CI-C            | 0               | 0               | -                  | -                  | -                  | -           | -           | -           | 21     | 4      |        |
| 2023-2024       | Olbia                | C               | 33         | 4          | CI-C            | 1               | 0               | -                  | -                  | -                  | -           | -           | -           | 34     | 4      |        |
| Totale Olbia    | Totale Olbia         | Totale Olbia    | 54         | 8          |                 | 1               | 0               |                    | -                  | -                  |             | -           | -           | 55     | 8      |        |
| 2024-2025       | Torres               | C               | 25+2       | 4          | CI-C            | 1               | 0               | -                  | -                  | -                  | -           | -           | -           | 28     | 4      |        |
| 2025-2026       | Arzignano Valchiampo | C               | 0          | 0          | CI-C            | 1               | 1               | -                  | -                  | -                  | -           | -           | -           | 1      | 1      |        |
| Totale carriera | Totale carriera      | Totale carriera | 143        | 14         |                 | 7               | 2               |                    | -                  | -                  |             | -           | -           | 150    | 16     |        |

### Cronologia presenze e reti in nazionale
| Cronologia completa delle presenze e delle reti in nazionale ― San Marino | Cronologia completa delle presenze e delle reti in nazionale ― San Marino | Cronologia completa delle presenze e delle reti in nazionale ― San Marino | Cronologia completa delle presenze e delle reti in nazionale ― San Marino | Cronologia completa delle presenze e delle reti in nazionale ― San Marino | Cronologia completa delle presenze e delle reti in nazionale ― San Marino | Cronologia completa delle presenze e delle reti in nazionale ― San Marino | Cronologia completa delle presenze e delle reti in nazionale ― San Marino |
| Data                                                                      | Città                                                                     | In casa                                                                   | Risultato                                                                 | Ospiti                                                                    | Competizione                                                              | Reti                                                                      | Note                                                                      |
| ------------------------------------------------------------------------- | ------------------------------------------------------------------------- | ------------------------------------------------------------------------- | ------------------------------------------------------------------------- | ------------------------------------------------------------------------- | ------------------------------------------------------------------------- | ------------------------------------------------------------------------- | ------------------------------------------------------------------------- |
| 15-11-2018                                                                | Serravalle                                                                | San Marino                                                                | 0 – 1                                                                     | Moldavia                                                                  | UEFA Nations League 2018-2019 - 1º turno                                  | -                                                                         | 64’                                                                       |
| 18-11-2018                                                                | Serravalle                                                                | San Marino                                                                | 0 – 2                                                                     | Bielorussia                                                               | UEFA Nations League 2018-2019 - 1º turno                                  | -                                                                         | 63’                                                                       |
| 21-3-2019                                                                 | Nicosia                                                                   | Cipro                                                                     | 5 – 0                                                                     | San Marino                                                                | Qual. Euro 2020                                                           | -                                                                         | 46’                                                                       |
| 24-3-2019                                                                 | Serravalle                                                                | San Marino                                                                | 0 – 2                                                                     | Scozia                                                                    | Qual. Euro 2020                                                           | -                                                                         | 61’                                                                       |
| 11-6-2019                                                                 | Astana                                                                    | Kazakistan                                                                | 4 – 0                                                                     | San Marino                                                                | Qual. Euro 2020                                                           | -                                                                         |                                                                           |
| 6-9-2019                                                                  | Serravalle                                                                | San Marino                                                                | 0 – 4                                                                     | Belgio                                                                    | Qual. Euro 2020                                                           | -                                                                         |                                                                           |
| 9-9-2019                                                                  | Serravalle                                                                | San Marino                                                                | 0 – 4                                                                     | Cipro                                                                     | Qual. Euro 2020                                                           | -                                                                         | 62’                                                                       |
| 10-10-2019                                                                | Bruxelles                                                                 | Belgio                                                                    | 9 – 0                                                                     | San Marino                                                                | Qual. Euro 2020                                                           | -                                                                         |                                                                           |
| 13-10-2019                                                                | Glasgow                                                                   | Scozia                                                                    | 6 – 0                                                                     | San Marino                                                                | Qual. Euro 2020                                                           | -                                                                         |                                                                           |
| 16-11-2019                                                                | Serravalle                                                                | San Marino                                                                | 1 – 3                                                                     | Kazakistan                                                                | Qual. Euro 2020                                                           | -                                                                         | 64’                                                                       |
| 5-9-2020                                                                  | Gibilterra                                                                | Gibilterra                                                                | 1 – 0                                                                     | San Marino                                                                | UEFA Nations League 2020-2021 - 1º turno                                  | -                                                                         | 12’                                                                       |
| 13-10-2020                                                                | Vaduz                                                                     | Liechtenstein                                                             | 0 – 0                                                                     | San Marino                                                                | UEFA Nations League 2020-2021 - 1º turno                                  | -                                                                         |                                                                           |
| 14-11-2020                                                                | Serravalle                                                                | San Marino                                                                | 0 – 0                                                                     | Gibilterra                                                                | UEFA Nations League 2020-2021 - 1º turno                                  | -                                                                         |                                                                           |
| 25-3-2021                                                                 | Londra                                                                    | Inghilterra                                                               | 5 – 0                                                                     | San Marino                                                                | Qual. Mondiali 2022                                                       | -                                                                         |                                                                           |
| 28-3-2021                                                                 | Serravalle                                                                | San Marino                                                                | 0 – 3                                                                     | Ungheria                                                                  | Qual. Mondiali 2022                                                       | -                                                                         | 80’                                                                       |
| 31-3-2021                                                                 | Serravalle                                                                | San Marino                                                                | 0 – 2                                                                     | Albania                                                                   | Qual. Mondiali 2022                                                       | -                                                                         |                                                                           |
| 28-5-2021                                                                 | Cagliari                                                                  | Italia                                                                    | 7 – 0                                                                     | San Marino                                                                | Amichevole                                                                | -                                                                         | 87’                                                                       |
| 1-6-2021                                                                  | Pristina                                                                  | Kosovo                                                                    | 4 – 1                                                                     | San Marino                                                                | Amichevole                                                                | -                                                                         | 82’                                                                       |
| 2-9-2021                                                                  | Andorra la Vella                                                          | Andorra                                                                   | 2 – 0                                                                     | San Marino                                                                | Qual. Mondiali 2022                                                       | -                                                                         |                                                                           |
| 5-9-2021                                                                  | Serravalle                                                                | San Marino                                                                | 1 – 7                                                                     | Polonia                                                                   | Qual. Mondiali 2022                                                       | 1                                                                         | 30’ 73’                                                                   |
| 8-9-2021                                                                  | Tirana                                                                    | Albania                                                                   | 5 – 0                                                                     | San Marino                                                                | Qual. Mondiali 2022                                                       | -                                                                         |                                                                           |
| 12-10-2021                                                                | Serravalle                                                                | San Marino                                                                | 0 – 3                                                                     | Andorra                                                                   | Qual. Mondiali 2022                                                       | -                                                                         |                                                                           |
| 12-11-2021                                                                | Budapest                                                                  | Ungheria                                                                  | 4 – 0                                                                     | San Marino                                                                | Qual. Mondiali 2022                                                       | -                                                                         | 60’                                                                       |
| 15-11-2021                                                                | Serravalle                                                                | San Marino                                                                | 0 – 10                                                                    | Inghilterra                                                               | Qual. Mondiali 2022                                                       | -                                                                         |                                                                           |
| 2-6-2022                                                                  | Tallinn                                                                   | Estonia                                                                   | 2 – 0                                                                     | San Marino                                                                | UEFA Nations League 2022-2023 - 1º turno                                  | -                                                                         |                                                                           |
| 5-6-2022                                                                  | Serravalle                                                                | San Marino                                                                | 0 – 2                                                                     | Malta                                                                     | UEFA Nations League 2022-2023 - 1º turno                                  | -                                                                         | 85’                                                                       |
| 12-6-2022                                                                 | Ta' Qali                                                                  | Malta                                                                     | 1 – 0                                                                     | San Marino                                                                | UEFA Nations League 2022-2023 - 1º turno                                  | -                                                                         |                                                                           |
| 23-3-2023                                                                 | Serravalle                                                                | San Marino                                                                | 0 – 2                                                                     | Irlanda del Nord                                                          | Qual. Euro 2024                                                           | -                                                                         | 85’                                                                       |
| 26-3-2023                                                                 | Lubiana                                                                   | Slovenia                                                                  | 2 – 0                                                                     | San Marino                                                                | Qual. Euro 2024                                                           | -                                                                         | cap. 86’                                                                  |
| 16-6-2023                                                                 | Parma                                                                     | San Marino                                                                | 0 – 3                                                                     | Kazakistan                                                                | Qual. Euro 2024                                                           | -                                                                         | 80’                                                                       |
| 19-6-2023                                                                 | Helsinki                                                                  | Finlandia                                                                 | 6 – 0                                                                     | San Marino                                                                | Qual. Euro 2024                                                           | -                                                                         |                                                                           |
| 14-10-2023                                                                | Belfast                                                                   | Irlanda del Nord                                                          | 3 – 0                                                                     | San Marino                                                                | Qual. Euro 2024                                                           | -                                                                         |                                                                           |
| 17-10-2023                                                                | Serravalle                                                                | San Marino                                                                | 1 – 2                                                                     | Danimarca                                                                 | Qual. Euro 2024                                                           | -                                                                         |                                                                           |
| 17-11-2023                                                                | Astana                                                                    | Kazakistan                                                                | 3 – 1                                                                     | San Marino                                                                | Qual. Euro 2024                                                           | -                                                                         | 27’                                                                       |
| 20-3-2024                                                                 | Serravalle                                                                | San Marino                                                                | 1 – 3                                                                     | Saint Kitts e Nevis                                                       | Amichevole                                                                | -                                                                         |                                                                           |
| 24-3-2024                                                                 | Serravalle                                                                | San Marino                                                                | 0 – 0                                                                     | Saint Kitts e Nevis                                                       | Amichevole                                                                | -                                                                         | 22’                                                                       |
| 5-6-2024                                                                  | Wiener Neustadt                                                           | Slovacchia                                                                | 4 – 0                                                                     | San Marino                                                                | Amichevole                                                                | -                                                                         | 85’                                                                       |
| 11-6-2024                                                                 | Serravalle                                                                | San Marino                                                                | 1 – 4                                                                     | Cipro                                                                     | Amichevole                                                                | -                                                                         | 74’                                                                       |
| 5-9-2024                                                                  | Serravalle                                                                | San Marino                                                                | 1 – 0                                                                     | Liechtenstein                                                             | UEFA Nations League 2024-2025 - 1º turno                                  | -                                                                         | 71’                                                                       |
| 10-10-2024                                                                | Gibilterra                                                                | Gibilterra                                                                | 1 – 0                                                                     | San Marino                                                                | UEFA Nations League 2024-2025 - 1º turno                                  | -                                                                         | cap.                                                                      |
| 15-11-2024                                                                | Serravalle                                                                | San Marino                                                                | 1 – 1                                                                     | Gibilterra                                                                | UEFA Nations League 2024-2025 - 1º turno                                  | 1                                                                         | 85’                                                                       |
| 18-11-2024                                                                | Vaduz                                                                     | Liechtenstein                                                             | 1 – 3                                                                     | San Marino                                                                | UEFA Nations League 2024-2025 - 1º turno                                  | 1                                                                         | cap. 85’                                                                  |
| 21-3-2025                                                                 | Larnaca                                                                   | Cipro                                                                     | 2 – 0                                                                     | San Marino                                                                | Qual. Mondiali 2026                                                       | -                                                                         |                                                                           |
| 24-3-2025                                                                 | Serravalle                                                                | San Marino                                                                | 1 – 5                                                                     | Romania                                                                   | Qual. Mondiali 2026                                                       | -                                                                         | 88’                                                                       |
| 7-6-2025                                                                  | Zenica                                                                    | Bosnia ed Erzegovina                                                      | 1 – 0                                                                     | San Marino                                                                | Qual. Mondiali 2026                                                       | -                                                                         | 69’                                                                       |
| 10-6-2025                                                                 | Serravalle                                                                | San Marino                                                                | 0 – 4                                                                     | Austria                                                                   | Qual. Mondiali 2026                                                       | -                                                                         | 72’                                                                       |
| Totale                                                                    |                                                                           | Presenze                                                                  | 46                                                                        |                                                                           | Reti (2º posto)                                                           | 3                                                                         |                                                                           |

| Cronologia completa delle presenze e delle reti in nazionale ― San Marino under 21 | Cronologia completa delle presenze e delle reti in nazionale ― San Marino under 21 | Cronologia completa delle presenze e delle reti in nazionale ― San Marino under 21 | Cronologia completa delle presenze e delle reti in nazionale ― San Marino under 21 | Cronologia completa delle presenze e delle reti in nazionale ― San Marino under 21 | Cronologia completa delle presenze e delle reti in nazionale ― San Marino under 21 | Cronologia completa delle presenze e delle reti in nazionale ― San Marino under 21 | Cronologia completa delle presenze e delle reti in nazionale ― San Marino under 21 |
| Data                                                                               | Città                                                                              | In casa                                                                            | Risultato                                                                          | Ospiti                                                                             | Competizione                                                                       | Reti                                                                               | Note                                                                               |
| ---------------------------------------------------------------------------------- | ---------------------------------------------------------------------------------- | ---------------------------------------------------------------------------------- | ---------------------------------------------------------------------------------- | ---------------------------------------------------------------------------------- | ---------------------------------------------------------------------------------- | ---------------------------------------------------------------------------------- | ---------------------------------------------------------------------------------- |
| 5-9-2018                                                                           | Serravalle                                                                         | San Marino under 21                                                                | 0 – 2                                                                              | Rep. Ceca under 21                                                                 | Qual. Europeo Under-21 2019                                                        | -                                                                                  |                                                                                    |
| 15-10-2018                                                                         | Serravalle                                                                         | San Marino under 21                                                                | 0 – 4                                                                              | Croazia under 21                                                                   | Qual. Europeo Under-21 2019                                                        | -                                                                                  |                                                                                    |
| Totale                                                                             |                                                                                    | Presenze                                                                           | 2                                                                                  |                                                                                    | Reti                                                                               | 0                                                                                  |                                                                                    |

## Palmarès

### Individuale
- Golden Boy FSGC: 1

2019